# Ropalidia laticincta
Ropalidia laticincta är en getingart som beskrevs av Vecht 1962. Ropalidia laticincta ingår i släktet Ropalidia och familjen getingar. Inga underarter finns listade i Catalogue of Life.